# Red Line 7000
Red Line 7000 és una pel·lícula d'acció d'esports del 1965 estrenada per Paramount Pictures. Va ser dirigida per Howard Hawks, que també va escriure la història. És protagonitzada per James Caan, Laura Devon i Marianna Hill en una història sobre joves corredors de stock car que intenten establir-se i sobre les complicades relacions romàntiques de les seves vides. El títol fa referència a la línia vermella del metre RPM que després es col·locava a 7000 rpm, més enllà de la qual el motor estava en perill de volar. La pel·lícula inclou múltiples seccions de carreres i accidents de la vida real intercalats amb la trama.

## Trama
Un equip de carreres dirigit per Pat Kazarian comença amb dos pilots, Mike Marsh i Jim Loomis, però un accident a Daytona provoca la mort de Jim. La seva xicota Holly McGregor arriba massa tard a la cursa i se sent culpable per no ser-hi.
Un jove pilot, Ned Arp, s'uneix a l'equip i també fa una obra de teatre per a la germana de Kazarian, Julie. Un tercer conductor, Dan McCall, arriba de França i porta la seva xicota Gabrielle Queneau, però aviat desenvolupa un interès romàntic per Holly.
Arp està greument ferit en un xoc i perd una mà. Mentrestant, a Mike no li importa la manera de fer en Dan amb les dones i intenta fer-lo sortir de la pista en una carrera, però Dan sobreviu. Ell i Holly acaben junts, però en Mike és consolat per Gabrielle.
La pel·lícula es distingeix per l'aparició d'un Shelby GT-350 de 1965 que corre a la pista, i un dels personatges condueix un Cobra Daytona Coupe com a cotxe de carrer. Per als entusiastes de Shelby, aquesta és una de les poques pel·lícules en què van aparèixer. El cotxe utilitzat a la pel·lícula és el xassís #CSX2601, el quart dels sis coupés construïts. A la vida real, aquest cotxe va competir en vuit carreres de la FIA el 1965 (Daytona, Sebring, Monza, Spa, Nürburgring, LeMans, Reims, Enna) i va guanyar quatre vegades a la classe GT III (Monza, Nürburgring, Reims, Enna). Després de la pel·lícula va ser comprada per un dels pilots que la va córrer, Bob Bondurant. Bondurant el va vendre l'any 1969.

## Repartiment
- James Caan com a Mike Marsh
- Laura Devon com a Julie Kazarian
- Gail Hire com a Holly McGregor
- Charlene Holt com a Lindy Bonaparte
- John Robert Crawford com a Ned Arp
- Marianna Hill com a Gabrielle Queneau
- Skip Ward com a Dan McCall (com a James Ward)
- Norman Alden com a Pat Kazarian
- George Takei com a Kato
- Diane Strom com a recepcionista
- Anthony Rogers com a Jim Loomis
- Carol Connors com a cambrera
- Cissy Wellman com a cambrera

## Producció

### Guió
La pel·lícula es va basar en una idea original de Howard Hawks encara que el guió va ser escrit per George Kirgo. Hawks va dir que la pel·lícula inclouria "tres històries d'amor antigues sobre aquests corredors i les seves noies. Tenen el seu propi codi. Afronten el perill com nens. No són nois durs, però parlen molt rude. La imatge tindrà una mena de sentiment de guerra: divendres a la nit una noia no sap si un nen encara estarà viu dissabte a la nit."
Hawks va dir que inicialment volia explicar només una història, però després "de sobte em va sorprendre. 'Això és molt de farciment'. Avui el públic està molt per davant nostre. Així que vaig afegir dues històries més i ara n'expliquem moltes més en unes quantes escenes sense haver de conduir-hi pas a pas. És a dir, despullat de tot allò que no és essencial." Hawks va dir que a la seva pel·lícula "no t'importa qui guanya la carrera; és la gent qui compta."

### Càsting
Howard Hawks havia tingut èxit descobrint estrelles en el passat (Lauren Bacall, Carole Lombard, George Raft) i va decidir repartir la pel·lícula amb sis nouvinguts més Charlene Holt i Norman Alden. Va dir que van trigar cinc mesos a seleccionar-los. Els sis nouvinguts eren Gail Hire, Mariana Hill, Laura Devon, James Ward, John Crawford i James Caan (tot i que Caan havia estat a Lady in a Cage). Howard Hawks va considerar seleccionar Paul Mantee, que havia fet Robinson Crusoe on Mars de Paramount, en el paper principal, però va triar una altra estrella de Paramount, James Caan.
Carol Connors era una cantant que havia venut més de 8 milions de discos. Va escriure dues cançons per a la pel·lícula: "Wildcat Jones" i "Prudence Pim of the PTA".
George Takeiapareix en un paper secundari un any abans de la seva actuació a Star Trek. Teri Garr apareix sense acreditar com a gogó en una discoteca.

### Filmació
El rodatge va començar el gener de 1965.
El pilot de NASCAR Larry Frank va ajudar a filmar la pel·lícula permetent a l'equip de filmació muntar càmeres al seu cotxe. Més tard, Frank va conduir el cotxe amb càmera en una cursa de NASCAR.
La pel·lícula inclou temes com Daytona International Speedway, Darlington Raceway i Atlanta Motor Speedway. En aquesta pel·lícula, inclou molts accidents de la temporada, inclòs el violent xoc d'A. J. Foyt al Riverside International Raceway a principis d'any. Els cotxes amb càmera van ser proporcionats per l'empresa Ford i van participar en una cursa regular amb un conductor habitual. "Estem intentant donar la sensació del que significa anar tan ràpid - 170 mph - en un cotxe."
Haskell Boggs va substituir Milton Krasner com a director de fotografia durant la producció.

## Recepció
El Los Angeles Times la va anomenar "entreteniment ràpid i emocionant."
El 1967, Hawks va dir que va ser un error llançar tants nouvinguts a la pel·lícula. "Els nouvinguts són bons quan tens gent competent per aguantar-los", va dir. "És per això que no tornaria a intentar Red Line 7000. Sempre ha estat un hàbit meu posar gent nova amb professionals. Els manté units, els dona una clau per al tempo. No hi havia ningú per agafar una indicació de Red Line.
El director va dir més tard que no li agradava la pel·lícula, sentint que era un problema per tallar les històries. "Quan vaig fer que la gent s'interessés per dues persones em vaig tallar i vaig començar a treballar amb dues més i quan el públic es va interessar per elles, vaig passar a altres dues i molt aviat el públic es va disgustar i jo també", va dir Hawks. "Per dir-ho seriosament, crec que hi havia coses molt bones, però com a peça d'entreteniment no crec que hagi fet una bona feina. Crec que hi va haver algunes escenes individuals que van ser força bones i hi va haver molta cursa fantàstica. escenes. Però no estic orgullós de la pel·lícula en conjunt."
Més tard, Caan va dir que la pel·lícula era "una broma".
Quentin Tarantino és un fan de la pel·lícula:
| « | Si hagués de dirigir una pel·lícula de carreres, miraria d'imitar molt el gust de l'AIP dels anys seixanta. Probablement m'inspiraria en Red Line 7000 d'Howard Hawks... No és pretensiosa, com Grand Prix i altres coses, però la història no ho és. Té d'una telenovel·la que tothom intenta dormir amb tots els altres, però es fa d'una manera divertida. De fet, interpreta com una gran pel·lícula d'Elvis Presley. Les pel·lícules de carreres d'Elvis eren bones, però no tan bones. M'agrada la manera com "Red Line 7000" té una comunitat de personatges que s'allotgen junts en aquest Holiday Inn i passen l'estona. Aquesta és una plataforma genial. | » |